# Xystocheir obtusa
Xystocheir obtusa är en mångfotingart som beskrevs av Cook 1904. Xystocheir obtusa ingår i släktet Xystocheir och familjen Xystodesmidae. Inga underarter finns listade i Catalogue of Life.